# ماريا بوروداكوفا
ماريا بوروداكوفا (من مواليد 8 مارس 1986)  هي لاعبة كرة طائرة روسية ، تلعب كلاعب وسط في الفريق الوطني للسيدات الذي فاز بالميدالية الذهبية في بطولة العالم للسيدات 2006 FIVB وبطولة العالم للسيدات 2010 FIVB .

## مهنة
فازت ماريا بالميدالية البرونزية وجائزة «أفضل مانع»  في دوري أبطال أوروبا 2011 - 2011 ، بعد أن هزم فريقها الروسي دينامو كازان الإيطالي مولودية كارناغي فيلا كورتيز . 
فازت بالميدالية الذهبية لبطولة العالم للأندية FIVB لعام 2014 ، حيث لعبت مع نادي دينامو كازان الروسي الذي فاز على البرازيلي موليكو أوساسكو 3-0 في مباراة البطولة. 

## جوائز

### الأفراد
- 2011–12 دوري أبطال أوروبا «أفضل مانع»

### الأندية
- 2011-12 دوري أبطال أوروبا - CEV وصلة= الميدالية البرونزية، مع دينامو كازان
- بطولة العالم للأندية 2014 FIVB - وصلة= بطل، مع دينامو كازان

## روابط خارجية
- ماريا بوروداكوفا على موقع الاتحاد الدولي beach volleyball database (الإنجليزية)
- ماريا بوروداكوفا على موقع الاتحاد الأوروبي (الإنجليزية)
- ماريا بوروداكوفا على موقع عالم الكرة الطائرة (الإنجليزية)
- ماريا بوروداكوفا على موقع أوليمبيديا (الإنجليزية)